# ألكسندر أتاناكوفيتش
ألكسندر أتاناكوفيتش هو لاعب كرة قدم صربي في مركز الوسط، ولد في 29 نوفمبر 1980 في بلغراد في صربيا. لعب مع هايدوك كولا.